# Chase Center
El Chase Center es un recinto deportivo ubicado en la ciudad de San Francisco, California, Estados Unidos. Alberga los partidos que disputan como locales los Golden State Warriors de la National Basketball Association (NBA) y las Golden State Valkyries de la Women's National Basketball Association (WNBA). Fue inaugurado en septiembre de 2019 y tiene capacidad para 18.064 espectadores.
En 2026 será el recinto sede del Pokémon World Championship que se celebrará en San Francisco.

## Diseño
Su nombre Chase Center fue anunciado oficialmente el 28 de enero de 2016, como parte de un acuerdo entre el equipo y la empresa financiera JPMorgan Chase. La ubicación planeada para este pabellón, que será en principio usado para los partidos de los Golden State Warriors fue acordada en la misma ciudad de San Francisco en un espacio entre la tercera y la decimosexta avenidas en una situación colindante a la línea marítima, con vista hacia el interior de la bahía. El recinto estará constituido por varios niveles y plantas con capacidad total para 18.055 espectadores sentados, estará integrado también por un espacio multiusos que incluye una configuración para uso como teatro y palcos con vistas a un parque colindante de nueva construcción. En total contendrá 580.000 pies cuadrados de espacio interior de oficina y unos 100.000 pies cuadrados de espacio de uso deportivo, junto a esto se construirá una plaza de 35.000 pies cuadrados. acompañada de un espacioso aparcamiento accesible para cualquier transporte público. Una línea del metro (BART) está también en construcción y unirá el pabellón con la UCSF, el área del Downtown a través de toda el área de la bahía. El proyecto que supera los 1.000 millones  de inversión incluye revitalizar la zona cercana al Chase Center con restaurantes, cafeterías, oficinas, plazas públicas y un nuevo parque por toda la línea costera.

## Apertura
Durante 1 año desde el anuncio del proyecto se especuló con varias fechas, pero finalmente el 17 de enero de 2017 quedó inaugurada la construcción de este nuevo recinto que cuenta con una webcam en directo para seguir todo el proceso de su construcción a través del siguiente enlace:
Avance de las obras en directo

## Ver Relacionado
- Golden State Warriors

- Datos: Q15262098
- Multimedia: Chase Center / Q15262098